# عقد 270 هـ
عقد 270 هـ هو الفترة بين عام 270 إلى 279 في التقويم الهجري، أي العشر سنوات الثامنة من القرن الثالث الهجري.